# Герасимов, Виктор Александрович
Ви́ктор Алекса́ндрович Гера́симов (27 января 1903 года, слобода Покровская, Новоузенский уезд, Самарская губерния — 20 февраля 1985 года, Москва) — советский военный деятель, генерал-майор (3 июня 1944 года).

## Начальная биография
Виктор Александрович Герасимов родился 27 января 1903 года в слободе Покровской, ныне городе Энгельс Энгельсского района Саратовской области.
работал ремонтным рабочим на станции Покровск (Рязано-Уральская железная дорога), с апреле 1920 года наёмным рабочим в сельскохозяйственной артели «Октябрьская» в районе ст. Малоузенск Саратовской губернии, с сентября того же года — секретным сотрудником отдела дорожно-транспортной ЧК на станции Покровск, с мая 1922 года — чернорабочим, подручным слесаря и шофёром в мастерских американской миссии помощи голодающим в селе Сорочинское, а с мая 1923 года — грузчиком а артели на Волге.

## Военная служба

### Довоенное время
В июне 1923 года В. А. Герасимов переехал в Москву, где 1 июля призван в ряды РККА и направлен красноармейцем в 1-ю высшую школу Красных военных лётчиков, а в сентябре того же года переведён на учёбу во 2-ю Московскую военно-инженерную школу имени Коминтерна, где одновременно с ноября 1926 года одновременно служил командиром отделения. После окончания школы в августе 1927 года направлен в 1-ю особую кавалерийскую бригаду имени И. В. Сталина, дислоцированную в Москве, где служил на должностях командира взвода сапёрного эскадрона, начальника школы младшего начсостава, помощника командира и командира эскадрона.
В апреле 1932 года направлен на учёбу на специальный факультет Военной академии имени М. В. Фрунзе, который окончил в феврале 1936 года по 1-му разряду и направлен в Разведывательное управление РККА, где назначен на должность секретного уполномоченного 2-го отдела, в июле 1938 года — на должность начальника отделения этого же отдела, а в сентябре 1940 года — на должность начальника 2-го отделения 3-го отдела.
18 апреля 1941 года В. А. Герасимов направлен в заграничную командировку в северо-западный округ Китая.

### Великая Отечественная война
После возвращения в СССР 7 июля 1942 года полковник В. А. Герасимов назначен на должность заместителя начальника по ВПУ в 6-й резервной армии, после чего принимал участие в оборонительных боевых действиях в ходе Воронежско-Ворошиловградской операции, во время которой готовил к боевым действиям 160-ю, 219-ю и 350-ю стрелковые дивизии, налаживал связь с соседней 63-й армией, готовил места дислокации для новых соединений и т. д.
20 декабря 1942 года назначен на должность командира 267-й стрелковой дивизии, которая вскоре принимала участие в ходе Среднедонской, Острогожско-Россошанской и Ворошиловградской наступательных операциях и освобождении городов Лозовая, Красный Оскол, Изюм. В период с 5 по 19 февраля 1943 года дивизия в ходе дальнейшего наступления вышла далеко вперёд, заняла Спасское, Марьяновка, Новомосковск, была окружена 4-м танковым корпусом СС, из которого вышла, отошла в район Балаклеи и заняла оборонительный рубеж по реке Северский Донец. Полковник В. А. Герасимов 26 марта 1943 года снят с занимаемой должности по болезни, после чего лечился в госпитале.
После выздоровления в июле направлен в Главное разведывательное управление, где назначен на должность начальника 6-го, в феврале 1944 года — на должность начальника 10-го отделов 1-го управления (по Германии и Японии) а в марте 1945 года — на должность заместителя начальника 2-го управления (информации по иностранным армиям).

### Послевоенная карьера
В июне 1945 года генерал-майор В. А. Герасимов назначен на должность начальника 3-го отдела Главного разведывательного управления Генштаба Красной Армии, в мае 1946 года — на должность начальника 7-го отдела (по изучению опыта действий германской и японской армий в войне), однако в декабре того же года переведён в Высшую военную академию имени К. Е. Ворошилова, где назначен на должность старшего преподавателя. В 1949 году присвоены права окончившего эту же академию с вручением диплома.
Генерал-майор Виктор Александрович Герасимов 29 апреля 1950 года года вышел в отставку по болезни. Умер 20 февраля 1985 года Москве, захоронен на Преображенском кладбище.

## Награды
- Орден Ленина (20.06.1949);
- Три ордена Красного Знамени (20.01.1943, 23.04.1943, 03.11.1944);
- Орден Кутузова 2 степени (01.02.1945);
- Орден Красной Звезды (23.08.1944);
- Медали.